# Janina Górska
Janina Górska (ur. 3 kwietnia 1904, zm. 4 grudnia 1978 w Gliwicach) – Polka uhonorowana medalem Sprawiedliwy wśród Narodów Świata.

## Życiorys
Podczas II wojny światowej Janina Górska wraz z mężem Tadeuszem ukrywali od 1942 w swoim domu we Lwowie dwuletnią Żydówkę Alinę Roth (obecnie Wasilewska-Kucińska) oraz jej babcię. Rodzice Aliny: Edward (ur. 1905 we Lwowie), inżynier, i Betyna z Eisensteinów (ur. 1910 w Drohobyczu), zostali zamordowani w 1941. Po zakończeniu wojny Alina Roth była wychowywana przez Górskich.
15 listopada 2007 Janina i Tadeusz Górscy zostali pośmiertnie uhonorowani medalem Sprawiedliwy wśród Narodów Świata przyznawanym przez Instytut Jad Waszem. Podczas uroczystości w Sosnowcu z rąk Yossefa Levy'ego, wiceambasadora Izraela medal odebrała Katarzyna Małachowska, wnuczka odznaczonej.
Zmarła 4 grudnia 1978 w Gliwicach i została pochowana na cmentarzu Parafii św. Antoniego w Gliwicach-Wójtowej Wsi. Na tym samym cmentarzu spoczywają jej siostry: Maria (1894–1974) i Aleksandra (1900–1983).
Janina ze związku z Tadeuszem Górskim miała córkę Ewę (1930–1980) po mężu Nowak.